# Kevin Kregel
Kevin Richard Kregel (Amityville, 16 de setembro de 1956) é um astronauta norte-americano.
Formado em engenharia astronáutica pela Academia da Força Aérea dos Estados Unidos, recebeu as asas de aviador em 1979, atuando como piloto de F-111 entre 1980 e 1983. Durante os anos 1980, serviu em esquadrilhas embarcadas em porta-aviões e fez o curso de piloto de testes naEscola de Pilotos de Teste Navais dos Estados Unidos. Depois de acumular cinco mil horas de voo em trinta tipos de aeronaves diferentes, ele deixou o serviço ativo para entrar para a NASA.

## NASA
Na agência espacial, ele trabalhou dois anos primeiramente como engenheiro aeroespacial e piloto-instrutor, sendo responsável pelos primeiros testes de melhoramentos tecnológicos no avião T-38 usado para testes dos pilotos na NASA.
Em março de 1992, foi selecionado para o curso de astronautas, passando um ano em treinamentos no Centro Espacial Lyndon B. Johnson, em Houston, ao término do qual qualificou-se como piloto para futuras missões do ônibus espacial.
Kregel foi quatro vezes ao espaço. A primeira delas como piloto da STS-70 Discovery, em julho de 1995, missão de nove dias que realizou diversas experiências em órbita além do lançamento de um satélite de dados.
Sua segunda missão espacial, em julho de 1996, na STS-78 Columbia, foi uma missão de dezesseis dias, que levou a cabo experiências no Spacelab transportado na nave.
Em dezembro de 1997, ele foi ao espaço como comandante da STS-87 Columbia, sua segunda missão em seguida no mesmo ônibus espacial, mas agora no comando dele, missão que realizou experiências com vistas à construção da próxima Estação Espacial Internacional.
Sua última missão espacial foi em fevereiro de 2000, uma missão específica de testes do novo radar topométrico da nave Endeavour, missão STS-99. Apesar de suas quatro missões em ônibus espaciais, a última delas já durante a construção da Estação Espacial Internacional, Kregel não foi nenhuma vez à ISS.
Atualmente ele trabalha no departamento de engenharia da NASA, no Centro Espacial Johnson.